# 暁の7人
『暁の7人』（Operation Daybreak）は、1975年のアメリカ映画で、第二次世界大戦中、プラハでのラインハルト・ハイドリヒ暗殺（これについては、エンスラポイド作戦を参照のこと）の実話を基にしたものである。
監督はルイス・ギルバートで、場面のほとんどがプラハで撮影されたものである。アラン・バージェスのノンフィクション『暁の七人』（Seven Men at Daybreak）が原作になっている。アメリカでは『The Price of Freedom』（自由の代価）という題名で公開された。「Operation Daybreak」は、イギリスでの公開タイトル。日本では、原作のタイトルで公開されている。

## キャスト
| 役名                     | 俳優                       | 日本語吹替                          |
| 役名                     | 俳優                       | フジテレビ版                        |
| ------------------------ | -------------------------- | ----------------------------------- |
| ヤン                     | ティモシー・ボトムズ       | 高山栄                              |
| カレル                   | マーティン・ショウ         | 樋浦勉                              |
| ヨセフ                   | アンソニー・アンドリュース | 小川真司                            |
| アンナ                   | ニコラ・パジェット         | 信沢三恵子                          |
| ヤナク                   | ジョス・アクランド         | 高塔正康                            |
| ラインハルト・ハイドリヒ | アントン・ディフリング     | 寺島幹夫                            |
| マリーおばさん           | ダイアナ・クープランド     | 寺島信子                            |
| カレルの妻               | キカ・マーカム             |                                     |
| 連合軍将軍               | ナイジェル・ストック       | 今西正男                            |
| ピョートル               | ヴァーノン・ドブチェフ     |                                     |
| 不明 その他              |                            | 芝夏美 村松康雄 屋良有作            |
|                          |                            |                                     |
| 演出                     | 演出                       | 小林守夫                            |
| 翻訳                     | 翻訳                       | 飯嶋永昭                            |
| 効果                     |                            |                                     |
| 調整                     |                            |                                     |
| 制作                     | 制作                       | 東北新社                            |
| 解説                     |                            |                                     |
| 初回放送                 | 初回放送                   | 1980年2月8日 『ゴールデン洋画劇場』 |

## 関連作品
エンスラポイド作戦を題材とした映画。
- 死刑執行人もまた死す
- ヒットラーの狂人
- 暗殺
- 抵抗のプラハ
- ハイドリヒを撃て!「ナチの野獣」暗殺作戦
- ナチス第三の男